# Лахско језеро
Лахско језеро је језеро у вулканској регији Ајфел у западној Њемачкој, у близини градова Андернах (8 км), Бон (37 км) и Кобленц (24 км). Настало у калдери, овалног је облика и са око 3,3 км² представља највеће језеро у покрајини Рајна-Палатинат. Језеро је формирано за вријеме плинијске ерупције (13.000 пне.) и посљедње избијање бившег "Лахерског вулкана" датира око 10.930. године прије Криста. На његовим обалама налази се опатија Марија Лах.

## Етимологија
Ријеч Laach долази од старовисокоњемачког lacha, сродна је данашњој ријечи Lache, латинском lacus и енглеском lake и једноставно значи језеро. Стога назив Laacher See је у неку руку таутологија: Језерско језеро. Исусовци су 1863. опатију преименовали у Марија Лах.

## Опис
Језеро је овалног облика и окружено је високим обалама. Од римског раздобља, лава је вађена за млинско камење до увођења жељезних ваљака за мљевење житарица. На западној страни налази се бенедиктинска опатија Марија Лах (Abbatia Lacensis), коју је 1093. године утемељио Хајнрих II од Лаха из куће Луксембурзи, први гроф Палатин од Рајне. Језеро нема природног истјецања, већ га исушује тунел који је ископан прије 1170. године и од тада је неколико пута обнављан.

## Ерупција
Вулканизам у Њемачкој може се пратити милијунима година унатраг, повезан са развојем еуропског кенозојског расћепног сустава, који је узрокован сударом између афричке и еуроазијске плоче, али је био концентриран у експлозијама повезаним са утоваром и истоваром леда тијеком глацијалних напредовања и повлачења. Почетне експлозије Лахер Зеа, које су се догодиле у касно прољеће или рано љето, сравниле су стабла удаљена до четири километра. Магма је отворила пут до површине која је еруптирала око десет сати, а облак је вјеројатно досегао висину од 35 километара. Активност се наставила неколико тједана или мјесеци, стварајући пирокластичне струје које су љепљивом тефром прекриле долине удаљене и до десет километара. У близини кратера наслаге досежу и преко педесет метара дебљине, а чак и пет километара даље још увијек су дебеле десет метара. Све биљке и животиње на удаљености од шездесетак километара сјевероисточно и четрдесетак километара југоисточно мора да су биле избрисане. Проћењује се да је 6 км3 магме еруптирало, производећи око 16 км3 тефре. Ова огромна плинијска ерупција је стога имала индекс вулканске експлозивности (ВЕИ) од 6. Наслаге тефре настале ерупцијом преградиле су Рајну, стварајући језеро од 140 км2. Када је брана пукла, низводно је кренула велика поплава, остављајући наслаге чак до Бона. Падавине су идентифициране на подручју већем од 300.000 четворних километара, које се протеже од средишње Француске до сјеверне Италије и од јужне Шведске до Пољске, што га чини непроћењивим предметом за кронолошку корелацију археолошких и палеоеколошких слојева на цијелом подручју.

## Посљедице ерупције
Шири ефекти ерупције били су ограничени и узроковали су неколико година хладних љета и до два десетљећа еколошких поремећаја у Њемачкој. Међутим, живот локалног становништва, познат као Федермесер култура, био је поремећен. Прије ерупције Федермесерци су били ријетко распрострањен народ који се преживљавао тражећи храну и ловећи, користећи копља, лукове и стријеле. Према археологу Фелиxу Риедеу, изгледа да је након ерупције Тириншки базен, подручје које је највише погођено падавинама, махом испражњен, док се становништво у југозападној Њемачкој и Француској повећало. Појавиле су се двије нове културе, Бромме из јужне Скандинавије и Перстунијанци из сјевероисточне Еуропе. Те су културе имале нижу разину вјештине израде алата од Федермессероваца, особито Бромци који су изгледа изгубили технологију лука и стријеле. Према Риедеовом мишљењу, пад је резултат поремећаја који су узроковани вулканом Лахер Зе. О ерупцији се расправљало као о могућем узроку за Млађи Дрyас, раздобље глобалног хлађења при крају посљедњег глацијалног максимума за које се чинило да се подудара са временом ерупције Лахер Зеа. Међутим, прецизније датирање почетка млађег дрyаса у Еуропи, објављено у 2021., показало је да је оно почело око 200 година након ерупције, искључујући га као потенцијални узрок.